# نورمان ريان
نورمان ريان (بالإنجليزية: Norm Ryan)‏ هو سياسي أسترالي، ولد في 24 مايو 1912 في أستراليا، وتوفي في 25 مارس 1997 في أستراليا. حزبياً، نشط في حزب العمال الأسترالي. وقد انتخب عضو الجمعية التشريعية نيو ساوث ويلز.